# Всеросійська фашистська організація
Всеросійська фашистська організація (ВФО) — організація росіян-білоемігрантів, що існувала протягом 1933–1942 років у США під керівництвом Анастасія Вонсяцького. Заснована 10 травня 1933 в Томпсоні (США, штат Коннектикут). ВФО — абревіатура (повна назва — Всеросійська націонал-революційна трудова та робітничо-селянська партія фашистів). Після 1935 отримала назву Всеросійська націонал-революційна партія. Партія складалася з білоемігрантів, була нечисленною, але сильною у фінансовому відношенні. У 1933–1941 роках партія видавала щомісячну ілюстровану газету «Фашист». З 1935 по 1942 роках в Шанхаї партія видавала газету «Русский авангард».

## Історія партії

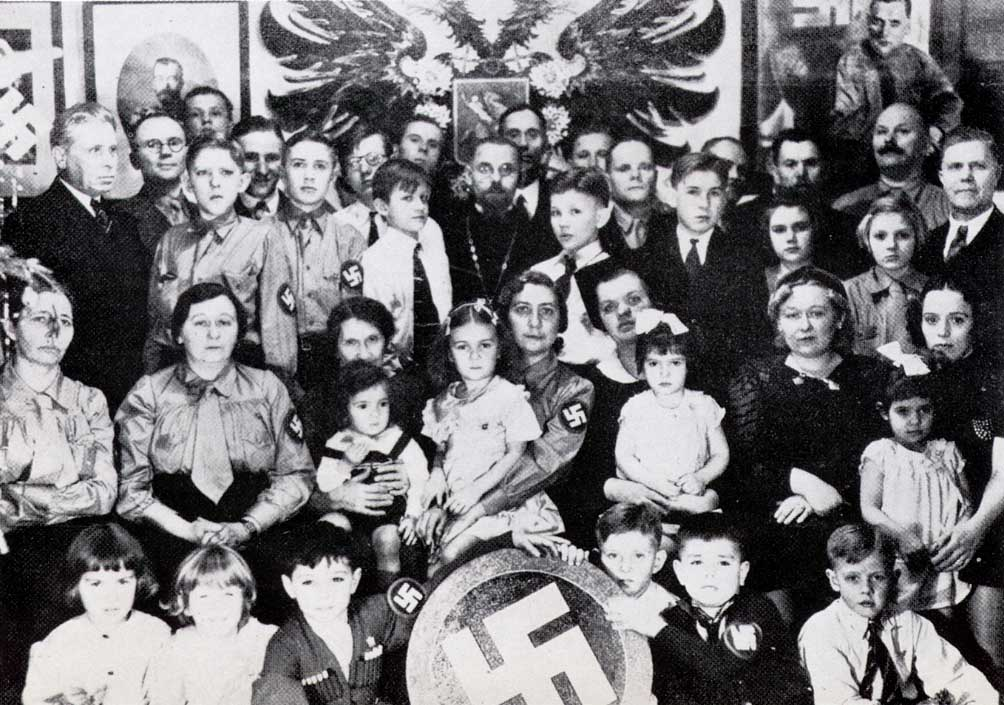
Викладачі та учні російської фашистської біблійної школи (ВФО) в Нью-Йорку (1930-і роки). На задньому плані праворуч видно портрет А. А. Вонсяцького

У 1933 році Вонсяцький відвідав Берлін, де брав участь у конференції російських фашистів. Разом з його партією на конференції були представлені РНСД і младоросси.
У 1934 році в Йокогамі Російська фашистська партія (РФП) і ВФО здійснили спробу злиття в єдину Всеросійську фашистську партію (3 Квітня 1934 був підписаний Протокол № 1, в якому проголошувалося злиття РФП і ВФО та створення Всеросійської фашистської партії (ВФП)). Передбачалося з'єднання організаційних первнів РФП і фінансових ресурсів ВФО. 26 квітня 1934 в Харбіні на 2-му (об'єднавчому) з'їзді російських фашистів сталося офіційне об'єднання ВФО і РФП і створено Всеросійську фашистську партію.
Повне злиття було досить проблематичним, тому що Вонсяцький був противником антисемітизму[джерело?] і вважав опору РФП — козаків і монархістів — анахронізмом. У жовтні-грудні 1934 року відбувся розрив відносин між К. В. Родзаєвським і А. А. Вонсяцьким.
У 1940 — грудні 1941 року відбулося відновлення співпраці Родзаєвського та Вонсяцького, перерване початком японо-американської війни.
У червні — липні 1942 року Вонсяцький був заарештований, а потім засуджений Хартфордським окружним судом до п'яти років позбавлення волі і штрафу в 5000 доларів за звинуваченням у шпигунстві на користь країн Осі. ВФО після його арешту фактично перестала існувати, а пізніше була закрита ФБР в ході кампанії з ліквідації фашистської діяльності після вступу США у Другу світову війну. У 1946 році, після закінчення Другої світової війни і смерті Рузвельта, Вонсяцький був звільнений достроково, провівши у в'язниці 4 роки.

## Гімн партії
У партії був гімн під назвою рос. «Знамёна выше!», який виконувався на мелодію пісні Хорста Весселя та виражав заклик ВФО до якнайшвидшого повалення комуністичного режиму СРСР:
Оригінальний текст російською:
   

Заря близка… Знамёна выше, братья!   

Смерть палачам свободы дорогой!   

Звенящий меч фашистского врагам проклятья   

Сметёт навеки их кровавый строй.   

    

Соратники! Нас ждёт земля родная!   

Все под знамёна! Родина зовёт…   

Вонсяцкий-Вождь, измену, трусость презирая,   

На подвиг нас, фашистов, поведёт.   

    

Рубашки чёрные, готовьтесь к бою!   

Железный фронт фашистов мы сомкнём   

И на врага, вперёд, железную стеною   

Бесстрашно, как один, мы все пойдём.   

    

Победы день торжественный настанет,   

Слетит колхоз и Сталин с ГПУ,   

И свастика над Кремлем ярко засияет,   

И чёрный строй пройдёт через Москву. 
Український переклад:
   

Зоря близька… Знамена вище, браття!   

Смерть катам свободи дорогої!   

Дзвенячий меч фашистського ворогам прокляття   

Змете навіки їх кривавий стрій.   

    

Соратники! Нас чекає земля рідна!   

Все під знамена! Батьківщина кличе…   

Вонсяцький-Вождь, зраду, боягузтво зневажаючи,   

На подвиг нас, фашистів, поведе.   

    

Сорочки чорні, готуйтеся до бою!   

Залізний фронт фашистів ми зімкнем   

І на ворога, вперед, залізною стіною   

Безстрашно, як один, ми всі підем.   

    

Перемоги день урочистий настане,   

Злетить колгосп і Сталін з ДПУ,   

І свастика над Кремлем яскраво засяє,   

І чорний стрій пройде через Москву.   
Гімн у виконанні А. А. Вонсяцького, Д. І. Кунле та Л. Б. Мамедова був записаний на грамофонну платівку.